# Hippocampus japapigu
Hippocampus japapigu  (лат.) — вид морских лучепёрых рыб семейства игловых.
Вид известен только из типового местонахождения. Три особи были пойманы вблизи острова Хатидзёдзима в архипелаге Идзу на востоке Японии. Образцы найдены среди коралловых рифов на глубине 11 м.
Один из самых маленьких представителей семейства. Тело длиной до 16 мм. На спине у морских коньков имеются похожие на крылья структуры, причём большинство имеют две пары, а Hippocampus japapigu — всего одну. Кроме того, как объясняют исследователи, новый вид отличается заметным белым и коричневым сетчатым рисунком в окраске головы, туловища и хвоста.